# Labuch
Labuch település Ausztriában, Stájerország tartományban, a Weizi járásban. 2015 óta Gleisdorf része. Tengerszint feletti magassága 400 méter, területe 7,25 km². Lakosainak száma 775 fő (2005).